# Гарриоуэн
Гарриоуэн (англ. Garryowen; ирл. Garraí Eoin) — деревня в Ирландии, находится в графстве Лимерик (провинция Манстер).